# HMAS AE1
Le HMAS AE1 est un sous-marin britannique de classe E de la Royal Australian Navy (RAN). Il fut le premier sous-marin à servir dans la RAN, et fut perdu en mer corps et biens le 14 septembre 1914, après moins de sept mois de service, près de ce qui est aujourd’hui la Nouvelle-Bretagne orientale, en Papouasie-Nouvelle-Guinée. Les missions de recherche visant à localiser l’épave ont commencé en 1976. Le sous-marin a été retrouvé en décembre 2017 près des Îles du Duc-d'York lors de la treizième mission de recherche.

## Conception
La classe E était dérivée de la classe D précédente, agrandie pour accueillir une paire supplémentaire de tubes lance-torpilles sur les flancs. Le AE1 avait une longueur totale de 55,2 m avec un maître-bau de 6,92 m et un tirant d'eau de 3,8 m. Son déplacement était de 750 tonnes longues (760 tonnes) en surface et de 810 tonnes longues (820 tonnes courtes) en immersion. Les bateaux de classe E avaient une profondeur maximale de plongée théorique de 100 pieds (30,5 mètres), mais l’ajout de cloisons étanches a renforcé la coque et porté la profondeur réelle de plongée jusqu’à 200 pieds (61 mètres). L’équipage se composait de trois 34 hommes, officiers et matelots.
Le bateau avait deux hélices, chacune étant entraînée par un moteur Diesel huit cylindres de 800 chevaux (600 kW) ainsi qu’un moteur électrique de 420 chevaux (313 kW). Cette motorisation donnait aux sous-marins de classe E une vitesse maximale de 15 nœuds (28 km/h) en surface et de 10 nœuds (19 km/h) en immersion. Ils transportaient environ 41 tonnes [1] de gazole, ce qui leur conférait une autonomie de 3 000 milles marins (5 600 km) lorsqu’ils faisaient route à 10 nœuds (19 km/h) en surface et 65 milles marins (120 km) à 5 nœuds (9,3 km/h) en plongée.
Le AE1 avait quatre tubes lance-torpilles de 18 pouces (457 mm), un à l’avant, un de chaque côté du navire, à bâbord et à tribord, et un à l’arrière. Le bateau transportait une torpille de rechange pour chaque tube. Aucun canon n’était installé.

## Engagements
Le AE1 a été construit par Vickers Limited à Barrow-in-Furness en Angleterre. Sa quille est posée le 14 novembre 1911, il fut lancé le 22 mai 1913 et mis en service dans la RAN le 28 février 1914. Après sa mise en service, le AE1, accompagné du HMAS AE2, le second des deux premiers sous-marins de la RAN, rejoint Sydney depuis l’Angleterre le 24 mai 1914. Les officiers des sous-marins étaient du personnel de la Royal Navy (RN), tandis que les hommes d’équipage étaient un mélange de marins de la RN et de la RAN.
Au début de la Première Guerre mondiale, le AE1, commandé par le lieutenant commander Thomas Besant, faisait partie de la Marine australienne et de la force expéditionnaire envoyée pour attaquer la Nouvelle-Guinée allemande. Avec le AE2, il participe aux opérations menant à l’occupation du territoire allemand, y compris la reddition de Rabaul le 13 septembre 1914. L’implication du sous-marin a été reconnue en 2010, à la suite d’une refonte du système d’honneurs de combat de la RAN, avec l’attribution rétroactive de l’honneur « Rabaul 1914 »,.
Le 14 septembre à 7 heures, le AE1 a quitté la Blanche Bay de Rabaul pour patrouiller au large du cap Gazelle avec le HMAS Parramatta. Alors qu’il n’était toujours pas revenu à 20 heures, plusieurs navires ont été dépêchés à sa recherche. Aucune trace du sous-marin n’a été trouvée, et il a été répertorié comme perdu corps et biens. Cette disparition est la première perte majeure de la Première Guerre mondiale en Australie.
Après la découverte du sous-marin en décembre 2017, le contre-amiral à la retraite Peter Briggs a déclaré que la cause probable de sa perte était un accident de plongée. Il a ajouté :

« Le sous-marin semble avoir heurté le fond marin avec une force suffisante pour déloger la dérive de son socle, ce qui l’a forcé à se pencher vers l’avant sur son bord d'attaque, ce qui a eu un impact sur le caisson. »

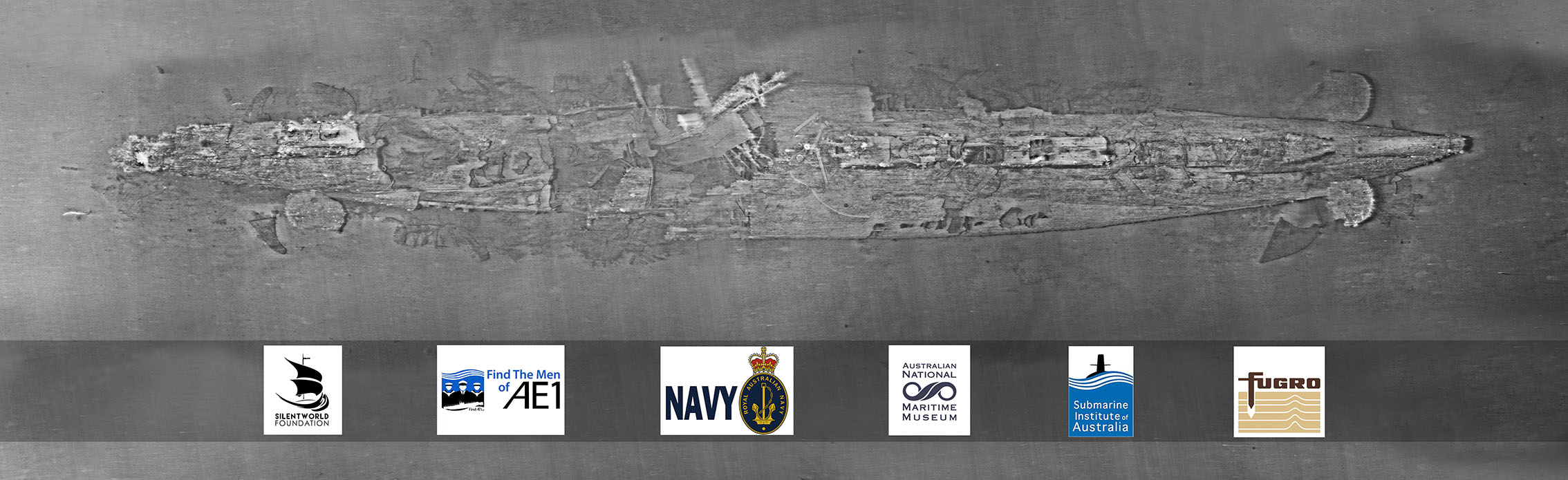
Image sonar de l'épave de lAE1.

Le 14 septembre 2018, une équipe de chercheurs dirigée par le directeur du Musée maritime national Kevin Sumption a terminé son enquête sur le naufrage du AE1. Ils ont conclu qu’une écoutille de ventilation, qui était probablement laissée ouverte pour rendre les conditions tropicales un peu plus supportables pendant que le sous-marin naviguait en surface près des îles du Duke d'York, n’était pas verrouillée lorsque le sous-marin a plongé, provoquant une inondation de la salle des machines du sous-marin et une perte totale de contrôle du AE1. Le sous-marin a ensuite coulé à plus de 100 mètres de profondeur et implosé, tuant tout le monde à bord instantanément.